# Timeless Records
Timeless Records is een Nederlands platenlabel, dat jazz-platen uitbrengt. Het werd in 1975 in Wageningen opgericht door impresario Wim Wigt. Het is gespecialiseerd in bebop, maar heeft ook dixieland- en swing-platen uitgebracht. Het label distribueert ook werk van (onder meer) de labels Archeophone Records, Jazz Oracle, Limetree Records, Little Beat Records, Sunny, Upbeat en World Wide Jazz.
Het label sponsorde de Timeless All Stars, een jazz-groep die Wigt in 1981 oprichtte. De groep bestond uit: Harold Land, Curtis Fuller, Bobby Hutcherson, Cedar Walton, Buster Williams en Billy Higgins. De groep nam platen voor het label op en toerde begin jaren tachtig regelmatig in Europa.
Artiesten die op het label werden uitgebracht, waren onder meer:
- George Adams
- Chet Baker
- Chris Barber
- Art Blakey
- Acker Bilk
- Kenny Drew
- Dutch Swing College Band
- Bill Evans
- Tommy Flanagan
- Don Friedman
- Lionel Hampton
- Lex Jasper
- Hank Jones
- Pharoah Sanders
- Archie Shepp
- Cedar Walton
- Ben Webster